# Gare de Frouard
Gare de Frouard – stacja kolejowa w Frouard, w departamencie Meurthe i Mozela, w regionie Grand Est, we Francji.
Została otwarta w 1850 przez Compagnie du chemin de fer de Paris à Strasbourg, a następnie stała się częścią Compagnie des chemins de fer de l’Est w 1854. Obecnie jest stacją Société nationale des chemins de fer français (SNCF), obsługiwaną przez pociągi TER Lorraine.

## Położenie
Znajduje się na wysokości 196 m n.p.m., na 344,266 km linii Paryż – Strasburg, pomiędzy dworcami Liverdun i Champigneulles.

## Linie kolejowe
- Paryż – Strasburg
- Frouard – Novéant